# Monilia-rot

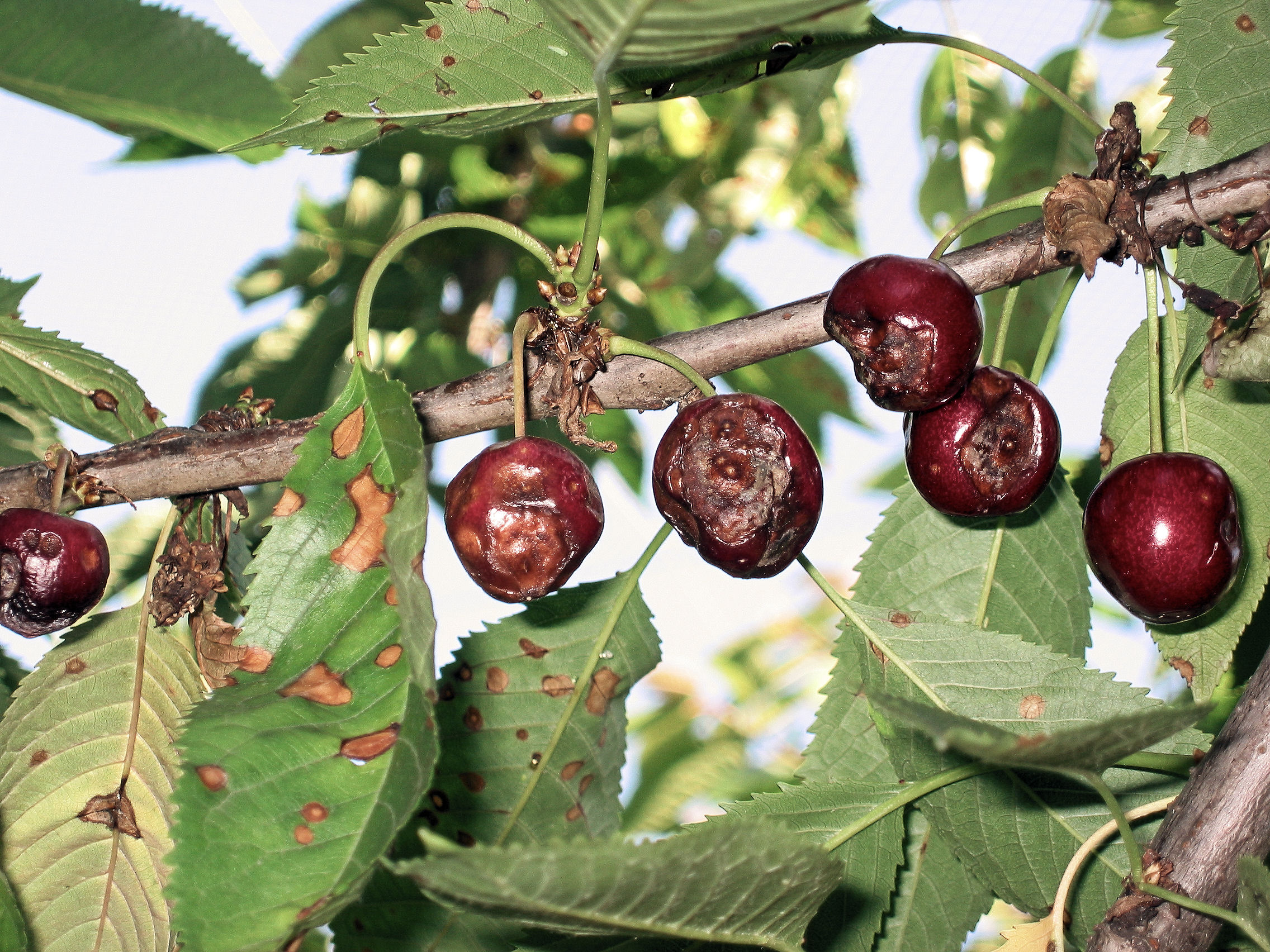
Vruchtrot op kers door Monilia sp.

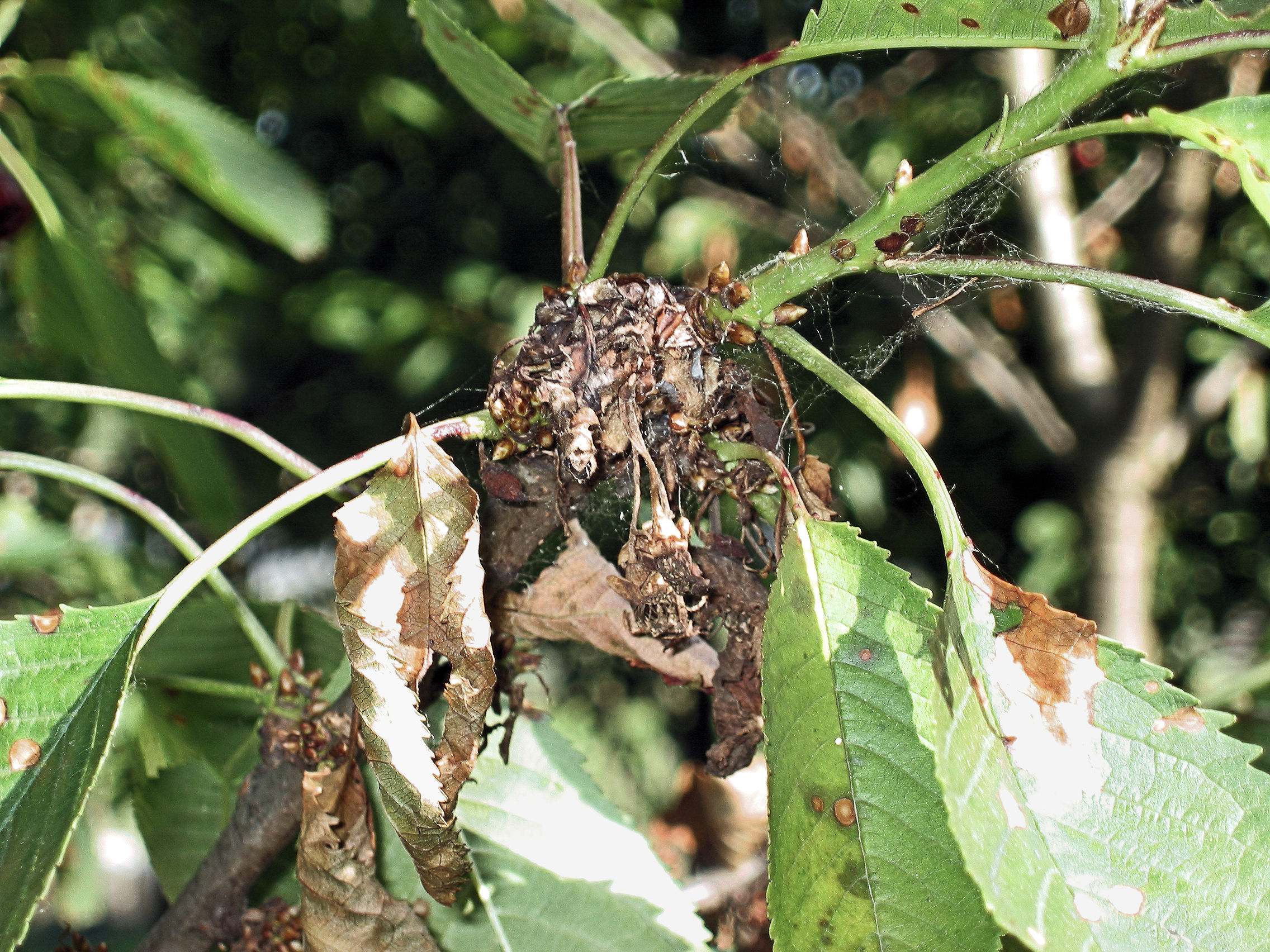
Bloesemsterfte op kers door Monilia sp.

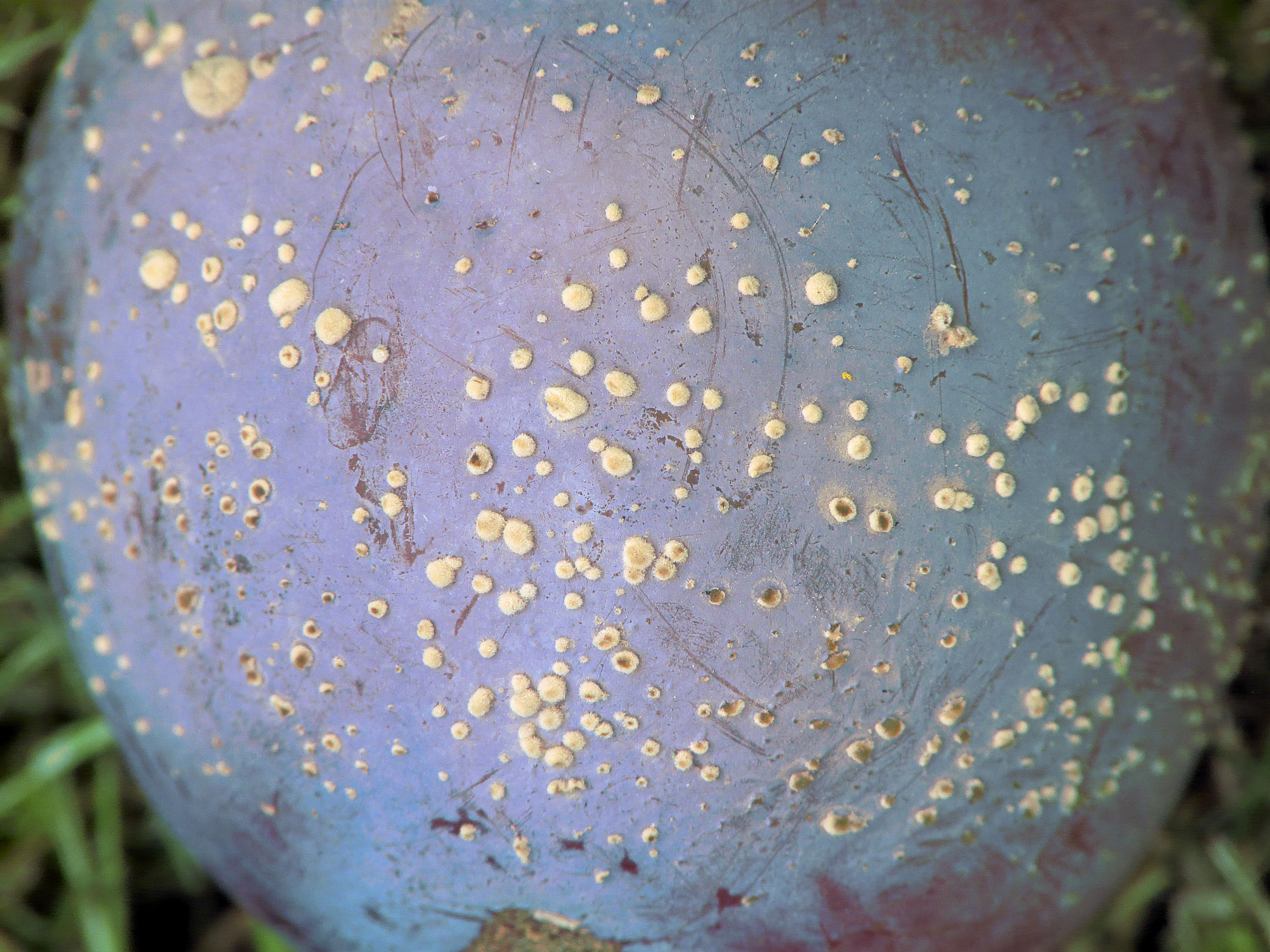
Monilia-rot op pruim

Monilia-rot is een geslacht van schimmelziekten die voorkomt bij vruchtbomen, zoals appel, peer, pruim en kers. Vooral bij kersen kan veel tak- en bloesemsterfte optreden.

## Geschiedenis
De vroegste beschrijving stamt uit 1796 en is gedaan door Persoon, die het conidiën-stadium beschreef en de naam Torula fructigena aan de schimmel gaf. Later is de wetenschappelijke naam enkele keren gewijzigd en is nu Monilinia fructigena.

## Beschrijving
Aangetaste appelvruchten verkleuren eerst bruin, waarna er meestal concentrische ringen van geelbruine sporenhoopjes ontstaan. In een jong stadium aangetaste vruchten kunnen verdrogen tot mummies en aan de boom blijven hangen. Ook kunnen glanzend zwarte vruchten ontstaan.
De schimmel kan zowel twijgen, bloemknoppen als vruchten aantasten en overwintert in bloemknoppen, twijgen en afgevallen vruchten.

## Maatregelen
In de beroepsteelt wordt een chemische bestrijding uitgevoerd in het schuivingsstadium van de knoppen en tijdens de hoofdbloei.
De schimmelziekte is zeer besmettelijk. Al het aangetaste fruit dient te worden verbrand en de handen moeten goed worden gewassen nadat besmet fruit is aangeraakt.

## Soorten
Volgens Index Fungorum telt het geslacht 37 soorten (peildatum oktober 2023):
| Soortnaam                             | Auteur(s)                                           | Publicatiejaar |
| ------------------------------------- | --------------------------------------------------- | -------------- |
| Monilinia alpina                      | L.R. Batra                                          | 1991           |
| Monilinia amelanchieris               | (J.M. Reade) Honey                                  | 1936           |
| Monilinia ariae                       | (Schellenb.) Whetzel                                | 1945           |
| Monilinia aroniae                     | Honey                                               | 1936           |
| Monilinia aucupariae                  | (F. Ludw.) Whetzel                                  | 1945           |
| Monilinia azaleae                     | Honey                                               | 1936           |
| Monilinia baccarum                    | (J. Schröt.) Whetzel                                | 1945           |
| Monilinia cassiopes                   | (Rostr.) L. Holm                                    | 1975           |
| Monilinia corni                       | (J.M. Reade) Honey                                  | 1936           |
| Monilinia cydoniae                    | (Schellenb.) Whetzel                                | 1945           |
| Monilinia demissa                     | (B.F. Dana) Honey                                   | 1936           |
| Monilinia emarginata                  | Honey                                               | 1936           |
| Monilinia empetri                     | (Lagerh.) B. Erikss.                                | 1970           |
| Monilinia fructicola                  | (G. Winter) Honey                                   | 1928           |
| Monilinia fructigena (Appelrotkelkje) | (Pers.) Honey                                       | 1936           |
| Monilinia gaylussaciae                | L.R. Batra                                          | 1988           |
| Monilinia gregaria                    | (B.F. Dana) Honey                                   | 1936           |
| Monilinia jezoensis                   | Yuk. Takah., T. Sano & Y. Harada                    | 2005           |
| Monilinia johnsonii                   | (Ellis & Everh.) Honey                              | 1936           |
| Monilinia kusanoi                     | (Henn. ex Takah.) W. Yamam.                         | 1959           |
| Monilinia laxa (Pruimenrotkelkje)     | (Aderh. & Ruhland) Honey                            | 1945           |
| Monilinia ledi                        | (Navashin) Whetzel                                  | 1945           |
| Monilinia linhartiana                 | (Prill. & Delacr.) Dennis                           | 1949           |
| Monilinia mali                        | (Takah.) Whetzel                                    | 1945           |
| Monilinia megalospora                 | (Woronin) Whetzel                                   | 1945           |
| Monilinia mespili                     | Whetzel                                             | 1945           |
| Monilinia mume                        | (Hara) W. Yamam.                                    | 1959           |
| Monilinia mumeicola                   | (Y. Harada, Y. Sasaki & T. Sano) Sand.-Den. & Crous | 2017           |
| Monilinia olympia                     | L.R. Batra                                          | 1991           |
| Monilinia oxycocci                    | (Woronin) Honey                                     | 1936           |
| Monilinia padi                        | (Woronin) Honey                                     | 1936           |
| Monilinia polycodii                   | (J.M. Reade) Honey                                  | 1991           |
| Monilinia polystroma                  | (G. Leeuwen) L.M. Kohn                              | 2014           |
| Monilinia seaveri                     | (Rehm) Honey                                        | 1936           |
| Monilinia ssiori                      | Y. Harada, M. Sasaki & T. Sano                      | 2005           |
| Monilinia urnula                      | (Weinm.) Whetzel                                    | 1945           |
| Monilinia vaccinii-corymbosi          | (J.M. Reade) Honey                                  | 1936           |